# Енергетики
Енергетики (рос. Энергетики) — один із "літніх" мікрорайонів Ленінського району Красноярська (селище Енергетиків) в Російській Федерації
Історично район складався як промислово-заводський. Селище було утворено в 1940-1945рр. для працівників на Красноярської ТЕЦ-1 ( Фєстівальная, 2). На його території знаходиться колишній Зерногородок. Селище Енергетиків межує із с. Шинників, Черемушки, Суворівським.
До складу селища входять вулиці:
- Енергетіков, Львовская, Ініциаторов, Волжская, Ґоворова, Турбінная, Малая, Кішиньовская, Б. Хмєльніцкого, Ровная.

Поштовий індекс селища - 660013

## Транспорт
На території селища проходять автобуси та трамваї.
До селища можна доїхати на:
трамваях № 2,5,6 (зуп. «Бібліотєка», «Поліклініка», «Волжская», «к/т «Звьоздный»,«с. Енергетіков»)
Автобусах № 1 (кінцева), 9,47,56,74,78,85,90,92,95.
На території селища перебувати більше десятка зуп. пунктів.
Колишні і закриті маршрути № 41,47 (автовокзал "Восточний" - п.Енерґетіков), 84 (кінцева), 96 (Берьозовка-Стела), 100 (кінцева).

## Культура та освіта
- 3 школи - № 44,53,88
- 4 дитячі садки - № 87,268,272,279
- 2 бібліотеки - бібліотека ім. Т.Г. Шевченка і дитяча бібліотека ім. М.В Пришвіна ( Волжская, 29)
- Професійне училище № 36
- Станція Юних техніків № 1

## Економіка
- Красноярський Котельний Завод
- Автоколона № 2082

## Торгівля
- Універсам Пятерочка (мережа магазинів)
- Супермаркет «Красний Яр»
- Торговий Центр «Звьоздний»

## Теплоенергопостачання / ТЕЦ
Є РЕЗ Ленінського району

## Охорона здоров'я
- Міська Поліклініка № 6
- Діагностичний Центр

## Органи держ. та соц. служб
- Розташовується Красноярський референтний Центр Россільгоспнагляду
- Центр соціального обслуговування громадян похилого віку та інвалідів Ленінського району
- Дільничний пункт міліції № 1, Відділення міліції № 8
- Центр соціальної реабілітації «Пізній дощ»